# Paradiopa parthenia
Paradiopa parthenia är en fjärilsart som beskrevs av Louis Beethoven Prout 1928. Paradiopa parthenia ingår i släktet Paradiopa och familjen nattflyn. Inga underarter finns listade i Catalogue of Life.